# Луїзіана (округ)
Округ Луїзіана (англ. District of Louisiana) — тимчасове адміністративне утворення, створене урядом США на частини придбаних у Франції земель, що не увійшла до складу Орлеанської території.

## Військовий округ
31 жовтня 1803 Конгрес США ухвалив законодавчі основи тимчасового управління придбаної у Франції території. Президент отримав право на використання військової сили для підтримки порядку, хоча громадянська адміністрація продовжувала функціонувати так само, як вона це робила за іспанського та французького правління.
Військове управління діяло з 10 березня 1804 (дати офіційної передачі території від Франції до США) до 30 вересня 1804. У цей період округ був поділений на п'ять адміністративних одиниць: Нью-Мадрид, Кейп-Жірардо, Сент-Дженеві, Сент-Чарлз і Сент-Луїс. Комендантом округу був Амос Стоддард.

## Цивільний округ
26 березня 1804 Конгрес США ухвалив закон, який набув чинності 1 жовтня 1804, відповідно до якого губернатор і судді Території Індіана отримали тимчасову владу над територією Округу Луїзіана. Відповідно до цього закону вони мали двічі на рік приїжджати до адміністративного центру Округу до Сент-Луїса. Однак поселенцям на землях на захід від річки Міссісіпі не подобався новий пристрій. Вони протестували проти того, що не визнавали права на землю, видані іспанцями, їм не подобалося те, що доводилося залишати землі, які індіанцям переселяються за Міссісіпі, людей не влаштовували нові податки, введення англосаксонського прецедентного права замість звичного для переселенців із Франції цивільного права, і багато іншого.

## Виділення в Територію
3 березня 1805 Конгрес США ухвалив закон, який набирав чинності 4 липня 1805, відповідно до якого Округ Луїзіана ставав окремою Територією Луїзіана. Уряд Території Луїзіана був влаштований аналогічно уряду Території Індіана.